# Мавзолей Халифа Раджаб
Мавзолей Халифа Ережепа — руины мавзолея XII века на городище Миздахкан (Узбекистан, Каракалпакстан).

## История
Мавзолей в Миздахкане был открыт в 1928 году. В публикациях трижды менял имя — Калпыриджеба, Халифа Ережеп и Халифа Раджаб. Археологические исследования его были начаты только в 1984 году.
Благодаря раскопкам решена проблема датировки мавзолея. Считавшийся раньше постройкой X—XI веков, он обладает техническими и стилистическими признаками, неупотребительными до XII века — такими, например, как покрытое бирюзовой глазурью резное панно и техника облицовки керамическими деталями. Мавзолей Халифа Раджаб, несмотря на архаические черты — сочетание сырца и жженого кирпича, скрепление жженых кирпичей глиняным раствором — постройка XII века.
Раскопками на месте упавшей юго-западной стены были найдены многочисленные части её пластического убранства, выполненные из шлифованного кирпича со сторонами 24—25 и толщиной 4,5—5 сантиметров, — это, очевидно, обычный строительный кирпич, размеры которого уменьшены шлифовкой и подтёской. Найдены большие фрагменты арок, части профилированных обрамлений, заполнения тимпанов с рельефным геометрическим узором, части П-образного обрамления портального фасада с рельефным эпиграфическим заполнением и несколько плит от горизонтального панно — «китабы», венчавшего фасад и украшенного резной терракотовой надписью, покрытой бирюзовой глазурью. Находки, вместе с сохранившимися нижними частями стены, позволили доказательно реконструировать давно погибший главный фасад мавзолея.

## Архитектура
Квадратный зал мавзолея со сторонами длиной 9,2 метров ориентирован углами по сторонам света. Необычная для усыпальниц ориентация была, может быть, вызвана тем, что здание примыкало к несохранившейся мечети. Наружные размеры постройки — 12,25х12,35 метров, — десятисантиметровая разница вызвана несколько большей толщиной главной фасадной стены, ориентированной на юго-запад и почти совершенно разрушенной. По данным исследователей, от подземных толчков эта стена когда-то оторвалась и упала вперёд, потянув за собой почти весь купол.
Основной (стеновой) материал постройки — квадратный сырец со сторонами 25—28 и толщиной 5—6 сантиметров. Фундаменты, стоящие на скальном грунте, сложены из жжёного кирпича тех же размеров, на глиняном растворе. Вверху фундамент проложен слоем камыша толщиной 10 см, уложенного поперёк — этот способ защиты стен от засоленных грунтовых вод, соли которых отлагаются в камыше и выше не идут, был усовершенствован и распространён в XVI веке; в мавзолее Халифа Раджаб представлен его самый ранний и простой образец. Квадрат сырцовых стен толщиной 1,5 метров поднимается внутри на высоту 4,3 метров — на этом уровне небольшим (5 см) нависанием внутрь начинается необычной формы октагон высотой чуть больше четверика — 4,35 метров. Осевые грани октагона представляют собой голые простенки, сложенные из сырца, который на высоте 2,9 метров сменяется жжёным кирпичом, — на этой высоте начинаются тимпаны тромповых арок, сложенные из того же материала и перевязанные в углах с осевыми гранями.
Купол, возведённый из жжёного кирпича того же размера, что и сырец, почти не сохранился.